# Aurelià (conspirador)
Aurelià fou un militar conspirador contra Caracal·la que és esmentat per Dió Cassi. Els soldats van demanar el seu cap a Macrí que primer s'hi va oposar però finalment els va entregar.